# Der Kaiser von Amerika
Der Kaiser von Amerika (französischsprachiger Originaltitel L’empereur Smith) ist ein Lucky-Luke-Comic von 1976, der von Morris gezeichnet und Goscinny getextet wurde. Der Band parodiert die Geschichte von Joshua Norton (* 1811; † 1880), der sich 1859 tatsächlich zum „Kaiser Norton I.“, dem „Kaiser der Vereinigten Staaten“ und „Schutzherrn von Mexiko“ erklärte. Die deutschsprachige Ausgabe erschien 1976 als Band 14 im Koralle-Verlag (Wiederauflage 1989 als Band 57 beim Ehapa-Verlag).

## Handlung

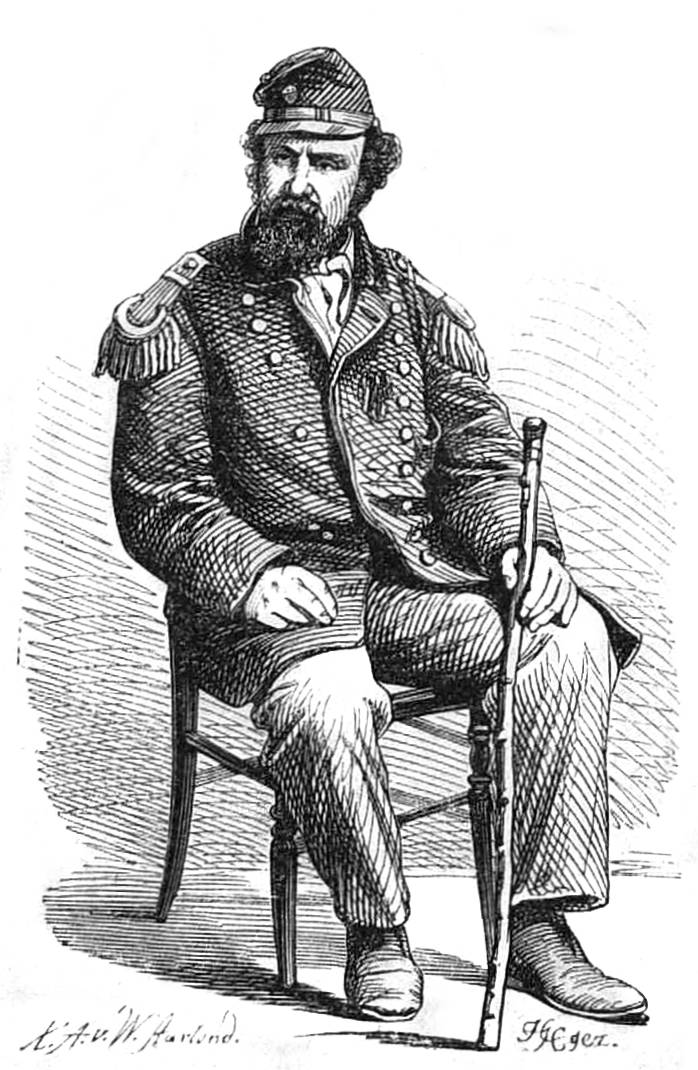
Norton I., Kaiser von Amerika

In der Stadt Grass Town macht Lucky Luke eine merkwürdige Bekanntschaft: Der Viehzüchter Smith bewundert Napoleon Bonaparte und bildet sich ein „Kaiser von Amerika“ zu sein. Er trägt, wie auch seine Getreuen, Uniform, lebt in einem riesigen Palast und verfügt, was Lucky Luke beunruhigt, über eine riesige funktionsfähige Artillerie. Während alle anderen Bürger, sogar seine Diener, die nur wegen der Bezahlung mitspielen, Smith für einen harmlosen Irren halten, ist Luke wegen der zahlreichen Waffen besorgt und fürchtet, der selbsternannte Kaiser könne sie missbrauchen. Das stellt sich bald als wahr heraus: Nachdem der grobschlächtige Bandit Buck Ritchie von der Artillerie gehört hat, tritt er in Smiths Dienst und wird zum „Prinz von Phoenix“ ernannt. Ritchie eröffnet Smith, wie die Bürger tatsächlich von ihm denken. Zum Beweis schickt er Smiths rechte Hand, Colonel Gates, in die Stadt, um alles Geld der Bank zu holen, woraufhin Gates vom Bankdirektor ausgelacht wird. Erbost lässt der Kaiser sich dazu überreden, als Vergeltungsschlag die Bank zu überfallen. Das ruft Protest bei der Bevölkerung hervor, weshalb Smith über sie einen Prozess wegen Hochverrats verhängt. Aus Angst vor ihm behaupten die Angeklagten, schon immer auf seiner Seite gestanden zu haben, wofür er sie in seine Dienste aufnimmt und ihnen Adelstitel zuteilt. Als Richter Barny, der den Kaiser bisher für harmlos gehalten hat, als einziger ihm seine ehrliche Meinung sagt, wird er ins Gefängnis geworfen. Lucky Luke, der vom Kaiser verbannt wurde, schleicht sich auf eine Feier und entführt Smith. Daraufhin beschließen Buck Ritchie und Colonel Gates, dass Gates nun der neue Kaiser sei. Unter Gates’ Führung soll die kaiserliche Armee die Stadt Longhorn Gulch angreifen. Lucky Luke bringt die Soldaten aber dazu, umzukehren, indem er die Frage aufwirft, wer sie nun bezahlen soll, da Smith sein Gefangener und Gates pleite sei. Gates gibt sich geschlagen, doch Ritchie kehrt mit einer Kanone aus der Artillerie nach Grass Town zurück, um dort die neue Bank, wo er das Geld des letzten kaiserlichen Banküberfalls deponiert hatte, aufzuschießen und das Geld mitzunehmen. Luke kann ihn daran hindern, indem er mit einem gezielten Schuss in den Lauf der Kanone diese zur Explosion bringt. Danach kehrt wieder der Alltag in Grass Town ein: Der Richter, der vorher als Ausgestoßener missbilligt wurde, wird gefeiert, die ehemals Adligen entschuldigen sich für ihr Benehmen und behaupten, nur Spaß gemacht zu haben. Lucky Luke lässt den in einer Hütte gefesselten Smith frei in der Hoffnung, dass sein Verstand langsam zurückkehrt. Smith übergibt ihm noch eine Abdankungserklärung, bevor er, wie sein Vorbild Napoleon, wie er anmerkt, ins Exil reitet.

## Veröffentlichung
Die Geschichte erschien 1976 im Magazin Tintin und dann als Album bei Dargaud. In Deutschland erschien der Band im selben Jahr als Zack Album Nr. 14 und ab 1989 bei Ehapa als Band 57.